# ألبين برونوفسكي
ألبين برونوفسكي Albín Brunovský (1935 – 1997) رسام ومصور سلوفاكي، يعتبر من أعظم الرسامين السلوفاكيين في القرن العشرين. أغلب أعماله تمثل صوت حركة الفن الحديث في سلوفاكيا. كما أنه صمم آخر مجموعة من العملات التشيكوسلوفاكية. أيضا رسم العديد من رسومات كتب الأطفال.